# Moskauer Platz
Moskauer Platz, Erfurt-Moskauer Platz – dzielnica miasta Erfurt w Niemczech, w kraju związkowym Turyngia.